# 李元方
李 元方（り げんほう、生年不詳 - 629年）は、中国の唐の高祖李淵の九男。母は張氏。

## 生涯
武徳4年（621年）、周王に封じられた。貞観2年（628年）、散騎常侍に任じられた。
貞観3年（629年）、世を去ると、左光禄大夫の位を追贈された。子がなく、封国は除かれた。

## 伝記資料
- 『旧唐書』巻64 列伝第14「周王元方伝」
- 『新唐書』巻79 列伝第4「周王元方伝」